# عبادت مقدس جان کریستوم

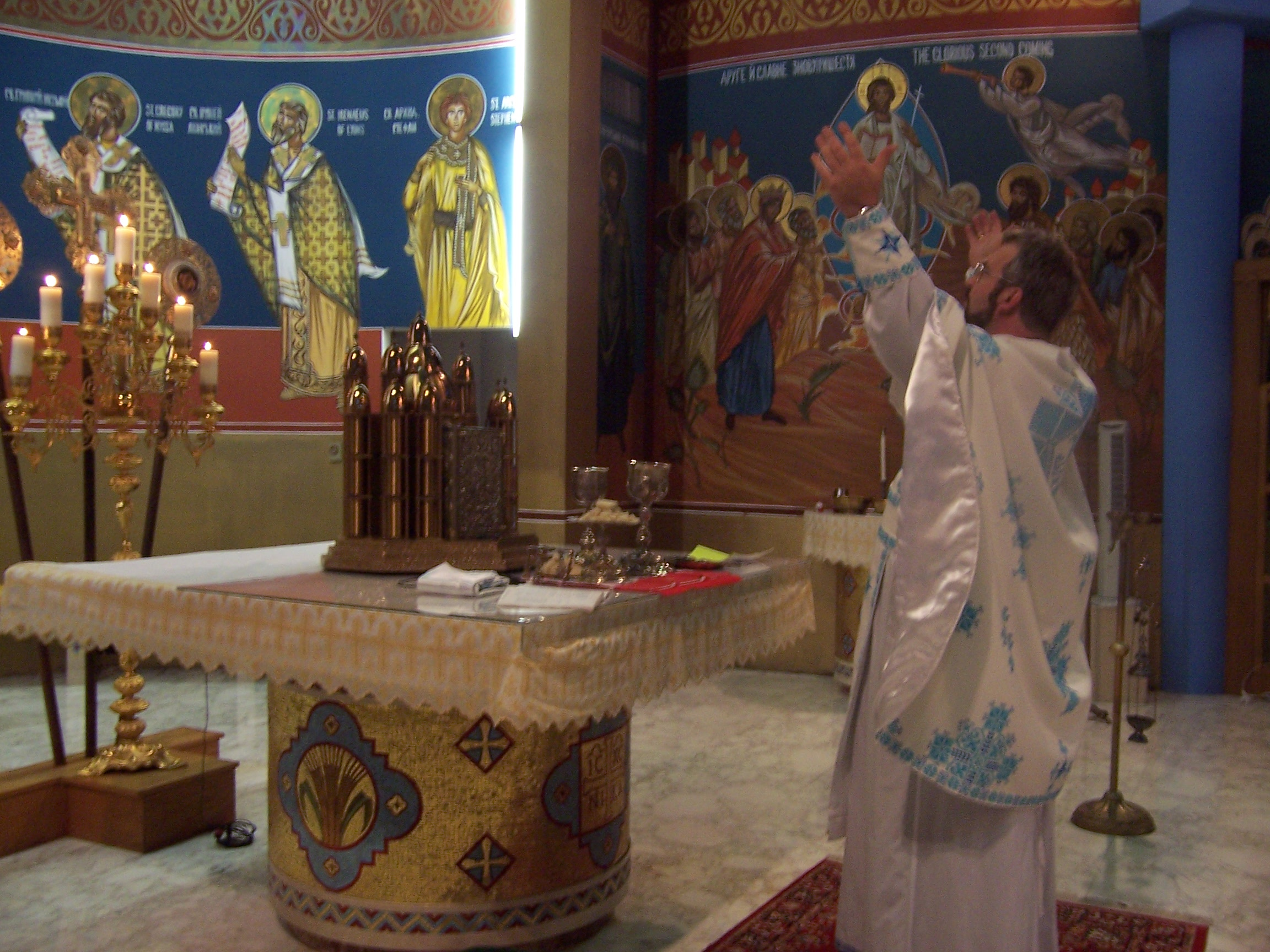
نقاشي عبادت مقدس جان کریستوم

عبادت مقدس جان کریستوم(انگلیسی: Liturgy of Saint John Chrysostom) مشهورترین عبادت الهی در آیین بیزانس است. این نام از قسمت اصلی‌آن، آنافورای منسوب به سنت  جان کریسوستوم، اسقف اعظم قسطنطنیه در قرن پنجم گرفته شده است.